# Prêmio Guarani de Cinema Brasileiro 2008
O Prêmio Guarani de Cinema Brasileiro de 2008 é a décima terceira edição do Prêmio Guarani, organizada pela Academia Guarani de Cinema. Os indicados passaram por uma criteriosa avaliação de críticos de cinema de todas as regiões do Brasil, que elegeram cinco finalistas que se destacaram no cinema durante o ano de 2007 nas 19 categorias da premiação.

## Vencedores e indicados
Os vencedores estão em negrito, de acordo com o site Papo de Cinema:
| Melhor Filme | Melhor Direção |
| --- | --- |
| - Tropa de Elite – José Padilha, Marcos Prado - Cão Sem Dono – Bianca Villar - O Cheiro do Ralo – Joana Mariani, Marcelo Doria, Rodrigo Teixeira - Não Por Acaso – Fernando Meirelles, Andrea Barata Ribeiro, Bel Berlinck - Santiago – João Moreira Salles e Maurício Andrade Ramos                                                      | - José Padilha – Tropa de Elite - Cláudio Assis – Baixio das Bestas - Heitor Dhalia – O Cheiro do Ralo - João Moreira Salles – Santiago - Paulo Morelli – Cidade dos Homens |
| Melhor Atriz | Melhor Ator |
| - Fernanda Torres – Saneamento Básico: O Filme como Marina Marghera de Figueiredo - Débora Falabella – Primo Basílio como Luísa - Maria Flor – Proibido Proibir como Letícia - Mariah Teixeira – Baixio das Bestas como Auxiliadora - Tainá Müller – Cão Sem Dono como Marcela                                                            | - Wagner Moura – Tropa de Elite como Roberto Nascimento - Júlio Andrade – Cão Sem Dono como Ciro - Leonardo Medeiros – Não Por Acaso como Ênio - Rodrigo Santoro – Não Por Acaso como Pedro - Selton Mello – O Cheiro do Ralo como Lourenço                                                        |
| Melhor Atriz Coadjuvante | Melhor Ator Coadjuvante |
| - Dira Paes – Baixio das Bestas como Bela - Andréa Beltrão – A Grande Família: O Filme como Marilda Maria Rei - Camila Pitanga – Saneamento Básico: O Filme como Silene Marghera - Glória Pires – Primo Basílio como Juliana - Sílvia Lourenço – O Cheiro do Ralo como a Viciada                                                          | - André Ramiro – Tropa de Elite como André Matias - Caio Junqueira – Tropa de Elite como Neto Gouveia - Cássio Gabus Mendes – Batismo de Sangue como Delegado Fleury - Lázaro Ramos – Ó Pai, Ó como Roque - Milhem Cortaz – Querô como Sr. Edgar                                                   |
| Melhor Roteiro Original | Melhor Roteiro Adaptado |
| - Santiago – João Moreira Salles - Baixio das Bestas – Hilton Lacerda - Cidade dos Homens – Elena Soárez - Não Por Acaso – Philippe Barcinski, Fabiana Werneck Barcinski e Eugênio Puppo - Saneamento Básico: O Filme – Jorge Furtado | - Cão Sem Dono – Beto Brant, Marçal Aquino e Renato Ciasca - O Cheiro do Ralo – Heitor Dhalia e Marçal Aquino - Os 12 Trabalhos – Ricardo Elias - Querô – Carlos Cortez - Tropa de Elite – Bráulio Mantovani, José Padilha e Rodrigo Pimentel                                                      |
| Melhor Fotografia | Melhor Direção de Arte |
| - Baixio das Bestas – Walter Carvalho - Cão Sem Dono – Toca Seabra - Cidade dos Homens – Adriano Goldman - Não Por Acaso – Pedro Farkas - Santiago – Walter Carvalho | - O Cheiro do Ralo – Guta Carvalho - Cidade dos Homens – Rafael Ronconi - Não Por Acaso – Vera Hamburger - Primo Basílio – Marcos Flaksman - Saneamento Básico: O Filme – Fiapo Barth |
| Melhor Figurino | Melhor Maquiagem |
| - O Cheiro do Ralo – Patrícia Zuffa e Tica Bertani - 1972 – Karla Monteiro - Batismo de Sangue – Marjorie Gueller - Podecrer! – Claudia Kopke - Primo Basílio – Marília Carneiro | - O Cheiro do Ralo – Siva Rama Terra - A Grande Família: O Filme – Marlene Moura - O Homem que Desafiou o Diabo – Uirandê Holanda - Ó Pai, Ó – Wilson Argolo - Primo Basílio – Anna Van Steen |
| Melhor Edição | Melhor Efeito Visual |
| - Tropa de Elite – Daniel Rezende - Cão Sem Dono – Manga Campion - Cidade dos Homens – Daniel Rezende - Não Por Acaso – Marcio Canella - Santiago – Eduardo Escorel e Lívia Serpa | - Tropa de Elite – Sergio Farjalla Jr e Bruno Van Zeebroeck - Cidade dos Homens – Andre Waller - A Grande Família: O Filme – Gustavo Garnier - O Homem que Desafiou o Diabo – Jacques Cheuiche - Não Por Acaso – Marcelo Siqueira                                                                  |
| Melhor Som | Melhor Trilha Sonora |
| - Tropa de Elite – Alessandro Laroca, Leandro Lima, Fernando Lobo, Eduardo Virmond Lima e Juliana Lago - Antônia – João Godoy - Cidade dos Homens – Alessandro Laroca e Eduardo Virmond Lima - O Mundo em Duas Voltas – Luiz Adelmo - Ó Paí, Ó – Cauê Custódio                                                                            | - Tropa de Elite – Pedro Bromfman - Antônia – Beto Villares - Cidade dos Homens – Antonio Pinto - Ó Paí, Ó – Davi Moraes e Caetano Veloso - Podecrer! – Dado Villa-Lobos |
| Melhor Documentário | Revelação do Ano |
| - Santiago – João Moreira Salles e Maurício Andrade Ramos - Hércules 56 – Suzana Amado - O Mundo em Duas Voltas – Caio Gullane, Débora Ivanov, Paulo Eduardo Ribeiro, David Schurmann, Vilfredo Schurmann - Oscar Niemeyer: A Vida é um Sopro – Sérgio Alexandre Martins Celeste - Pro Dia Nascer Feliz – João Jardim e Flávio Tambellini | - Philippe Barcinski – diretor de Não por Acaso - Fernanda Paes Leme – Podecrer! como Melissa - Maxwell Nascimento – Querô como Querô - Negra Li – Antônia como Preta - Sidney Santiago – Os 12 Trabalhos como Héracles                                                                            |
| Melhor Filme Estrangeiro | Júri Popular |
| - Piaf: Um Hino ao Amor (França) - Conduta de Risco (Estados Unidos) - C.R.A.Z.Y.: Loucos de Amor (Canadá) - O Passado (Argentina) - Bubble (Israel) | - Tropa de Elite – José Padilha, Marcos Prado - O Cheiro do Ralo – Joana Mariani, Marcelo Doria, Rodrigo Teixeira - A Grande Família: O Filme – Guel Arraes, Eduardo Figueira, Carlos Eduardo Rodrigues - Primo Basílio – Daniel Filho - Saneamento Básico: O Filme – Luciana Tomasi, Nora Goulart |